# Promozione Puglia 1990-1991
Nella stagione 1990-1991 la Promozione era sesto livello del calcio italiano (il massimo livello regionale). Qui vi sono le statistiche relative al campionato in Puglia.
Il campionato è strutturato in vari gironi all'italiana su base regionale, gestiti dai Comitati Regionali di competenza. Promozioni alla categoria superiore e retrocessioni in quella inferiore non erano sempre omogenee; erano quantificate all'inizio del campionato dal Comitato Regionale secondo le direttive stabilite dalla Lega Nazionale Dilettanti, ma flessibili, in relazione al numero delle società retrocesse dal Campionato Interregionale e perciò, a seconda delle varie situazioni regionali, la fine del campionato poteva avere degli spareggi sia di promozione che di retrocessione.

## Girone A

### Squadre partecipanti
| Club                      | Città                      |
| ------------------------- | -------------------------- |
| A.S. Acquaviva            | Acquaviva delle Fonti (BA) |
| S.S. Canosa               | Canosa di Puglia (BA)      |
| Pol. Carovigno            | Carovigno (BR)             |
| A.S. Castellana           | Castellana Grotte (BA)     |
| U.S. Corato               | Corato (BA)                |
| G.S. Don Uva              | Bisceglie (BA)             |
| U.S. Monte Sant'Angelo    | Monte Sant'Angelo (FG)     |
| A.S. Liberty              | Bari Carbonara             |
| U.S. Lucera               | Lucera (FG)                |
| U.S. Mesagne              | Mesagne (BR)               |
| U.S. Monte Sant'Angelo    | Monte Sant'Angelo (FG)     |
| A.S. Noicattaro           | Noicattaro (BA)            |
| A.C. Ostuni Sport         | Ostuni (BR)                |
| A.S. Palo                 | Palo del Colle (BA)        |
| A.C. San Giovanni Rotondo | San Giovanni Rotondo (FG)  |
| A.C. Trinitapoli          | Trinitapoli (FG)           |
| U.S. Torremaggiore        | Torremaggiore (FG)         |

### Classifica finale
Le squadre giunte dal 1º (dopo la sconfitta del Canosa nello spareggio promozione) al 6º posto finale sono ammesse al nuovo campionato di Eccellenza 1991-1992.
|  | Pos. | Squadra                   | Pt  | G   | V   | N   | P   | GF  | GS  | DR  |
|  | ---- | ------------------------- | --- | --- | --- | --- | --- | --- | --- | --- |
|  | 1.   | Canosa                    | 46  | 30  | 19  | 8   | 3   | 57  | 16  | +41 |
|  | 2.   | Lucera                    | 39  | 30  | 15  | 9   | 6   | 38  | 23  | +15 |
|  | 3.   | Monte Sant'Angelo         | 36  | 30  | 14  | 8   | 8   | 39  | 24  | +15 |
|  | 4.   | Torremaggiore             | 34  | 30  | 12  | 10  | 8   | 32  | 27  | +5  |
|  | 5.   | Ostuni                    | 33  | 30  | 13  | 7   | 10  | 48  | 32  | +16 |
|  | 6.   | Castellana                | 32  | 30  | 12  | 8   | 10  | 32  | 26  | +6  |
|  | 7.   | Palo                      | 32  | 30  | 9   | 14  | 7   | 27  | 26  | +1  |
|  | 8.   | Corato                    | 29  | 30  | 11  | 7   | 12  | 34  | 28  | +6  |
|  | 9.   | Noicattaro                | 29  | 30  | 10  | 9   | 11  | 25  | 28  | -3  |
|  | 10.  | Don Uva Bisceglie         | 29  | 30  | 12  | 5   | 13  | 29  | 34  | -5  |
|  | 11.  | Liberty (-1)              | 26  | 30  | 8   | 11  | 11  | 25  | 31  | -6  |
|  | 12.  | Mesagne                   | 26  | 30  | 9   | 8   | 13  | 33  | 43  | -10 |
|  | 13.  | San Giovanni Rotondo (-1) | 23  | 30  | 6   | 12  | 12  | 25  | 42  | -17 |
|  | 14.  | Trinitapoli               | 23  | 30  | 6   | 11  | 13  | 17  | 38  | -21 |
|  | 15.  | Carovigno                 | 21  | 30  | 7   | 7   | 16  | 21  | 43  | -22 |
|  | 16.  | Acquaviva                 | 20  | 30  | 7   | 6   | 17  | 24  | 46  | -22 |
|  |      |                           | 478 | 480 | 170 | 140 | 170 | 506 | 506 | 0   |

Legenda:
 Qualificato allo spareggio intergirone promozione con il vincitore del girone B.
      Ricollocato nel campionato di Promozione 1991-1992.
      Retrocesso in Prima Categoria Puglia 1991-1992.
Note:
Due punti a vittoria, uno a pareggio, zero a sconfitta.
Liberty e S. Giovanni Rot. sono stati penalizzati con la sottrazione di 1 punto in classifica.
Il Canosa, sconfitto nello spareggio promozione, è poi stato ammesso in Camp. Interregionale.

## Girone B

### Squadre partecipanti
| Club                               | Città                   |
| ---------------------------------- | ----------------------- |
| Pol. Ars et Labor Grottaglie       | Grottaglie (TA)         |
| U.S. Calimera                      | Calimera (LE)           |
| A.C. Copertino                     | Copertino (LE)          |
| Pol. Galatina                      | Galatina (LE)           |
| U.S. Galatone                      | Galatone (LE)           |
| A.C. Ginosa                        | Ginosa (TA)             |
| Jonica Taranto                     | Taranto                 |
| A.C. Juventus Club Parola Carmiano | Carmiano (LE)           |
| U.S. Lorenzo Mariano               | Scorrano (LE)           |
| A.C. Nuova Manduria                | Manduria (TA)           |
| Nuova Nardò Calcio                 | Nardò (LE)              |
| U.S. Novoli                        | Novoli (LE)             |
| U.S. Real Stella Jonica            | San Giorgio Jonico (TA) |
| U.S. Sava                          | Sava (TA)               |
| U.S. Squinzano                     | Squinzano (LE)          |
| A.S. Tuglie                        | Tuglie (LE)             |

### Classifica finale
Le squadre giunte dal 2º (dopo la vittoria del Nardò nello spareggio promozione) al 5º posto finale sono ammesse al nuovo campionato di Eccellenza 1991-1992.
|  | Pos. | Squadra                  | Pt  | G   | V   | N   | P   | GF  | GS  | DR  |
|  | ---- | ------------------------ | --- | --- | --- | --- | --- | --- | --- | --- |
|  | 1.   | Nardò                    | 45  | 30  | 17  | 11  | 2   | 64  | 14  | +50 |
|  | 2.   | Squinzano                | 43  | 30  | 17  | 9   | 4   | 52  | 19  | +34 |
|  | 3.   | Novoli                   | 42  | 30  | 17  | 8   | 5   | 54  | 15  | +39 |
|  | 4.   | Grottaglie               | 39  | 30  | 14  | 11  | 5   | 50  | 21  | +29 |
|  | 5.   | Galatone                 | 38  | 30  | 12  | 14  | 4   | 30  | 16  | +14 |
|  | 6.   | Manduria                 | 38  | 30  | 13  | 12  | 5   | 37  | 27  | +10 |
|  | 7.   | Pol. Galatina            | 33  | 30  | 12  | 9   | 9   | 43  | 31  | +12 |
|  | 8.   | Tuglie                   | 30  | 30  | 11  | 8   | 11  | 36  | 35  | 0   |
|  | 9.   | Juventus Parola Carmiano | 29  | 30  | 10  | 9   | 11  | 30  | 35  | -5  |
|  | 10.  | Real Stella Jonica       | 28  | 30  | 9   | 10  | 11  | 23  | 34  | -11 |
|  | 11.  | Calimera                 | 27  | 30  | 9   | 9   | 12  | 25  | 36  | -11 |
|  | 12.  | Ginosa                   | 24  | 30  | 6   | 12  | 12  | 29  | 44  | -15 |
|  | 13.  | Copertino                | 20  | 30  | 6   | 8   | 16  | 17  | 36  | -19 |
|  | 14.  | Jonica Taranto           | 19  | 30  | 6   | 7   | 17  | 23  | 55  | -32 |
|  | 15.  | Sava                     | 18  | 30  | 5   | 8   | 17  | 22  | 52  | -30 |
|  | 16.  | Lorenzo Mariano (-1)     | 6   | 30  | 1   | 5   | 24  | 14  | 79  | -65 |
|  |      |                          | 479 | 480 | 165 | 150 | 165 | 548 | 548 | 0   |

Legenda:
      Promosso al Campionato Interregionale 1991-1992.
 Qualificato allo spareggio intergirone promozione con il vincitore del girone A.
      Ricollocato nel campionato di Promozione 1991-1992.
      Retrocesso in Prima Categoria Puglia 1991-1992.
Note:
Due punti a vittoria, uno a pareggio, zero a sconfitta.
Il Lorenzo Mariano di Scorrano è stato penalizzato con la sottrazione di 1 punto in classifica.

### Risultati

#### Spareggio di ammissione all'Eccellenza
|          | Risultati |          | Luogo e data            |
| -------- | --------- | -------- | ----------------------- |
| Galatone | 3-2 (dts) | Manduria | Brindisi, ? maggio 1991 |
|          |           |          |                         |

## Spareggio promozione intergirone
|       | Risultati     |        | Luogo e data          |
| ----- | ------------- | ------ | --------------------- |
| Nardò | 1-1 (4-3 dtr) | Canosa | Fasano, ? maggio 1991 |
|       |               |        |                       |

## Fonti e bibliografia
- Annuario 1990-91 della F.I.G.C. - Roma (1991)